# Чіні (Канзас)
Чіні (англ. Cheney) — місто (англ. city) в США, в окрузі Седжвік штату Канзас. Населення — 2181 особа (2020).

## Географія
Чіні розташоване за координатами 37°37′56″ пн. ш. 97°46′49″ зх. д. / 37.63222° пн. ш. 97.78028° зх. д. (37.632357, -97.780151).  За даними Бюро перепису населення США в 2010 році місто мало площу 5,16 км², уся площа — суходіл. В 2017 році площа становила 6,00 км², уся площа — суходіл.

## Демографія
Згідно з переписом 2010 року, у місті мешкали 2094 особи в 773 домогосподарствах у складі 563 родин. Густота населення становила 406 осіб/км².  Було 830 помешкань (161/км²).
Расовий склад населення:
| - 97,3 % — білих - 0,5 % — корінних американців - 0,3 % — чорних або афроамериканців |

До двох чи більше рас належало 1,3 %. Частка іспаномовних становила 2,5 % від усіх жителів.
За віковим діапазоном населення розподілялося таким чином: 30,8 % — особи молодші 18 років, 54,9 % — особи у віці 18—64 років, 14,3 % — особи у віці 65 років та старші. Медіана віку мешканця становила 35,6 року. На 100 осіб жіночої статі у місті припадало 93,5 чоловіків;  на 100 жінок у віці від 18 років та старших — 90,5 чоловіків також старших 18 років.
Середній дохід на одне домашнє господарство  становив 86 346 доларів США (медіана — 67 826), а середній дохід на одну сім'ю — 104 926 доларів (медіана — 79 643). Медіана доходів становила 54 688 доларів для чоловіків та 42 917 доларів для жінок. За межею бідності перебувало 4,9 % осіб, у тому числі 4,3 % дітей у віці до 18 років та 15,2 % осіб у віці 65 років та старших.
Цивільне працевлаштоване населення становило 949 осіб. Основні галузі зайнятості: освіта, охорона здоров'я та соціальна допомога — 29,3 %, виробництво — 22,0 %, роздрібна торгівля — 11,6 %, транспорт — 6,4 %.